# Aleksandr Gorbatyuk
Bản mẫu:Eastern Slavic name
Aleksandr Yuryevich Gorbatyuk (tiếng Nga: Александр Юрьевич Горбатюк; sinh ngày 21 tháng 4 năm 1985) là một cầu thủ bóng đá người Nga. Anh thi đấu cho F.K. Tambov.